# 多伊特梅克河 (魯爾河支流)
51°16′44″N 8°31′00″E / 51.27875°N 8.5165278°E
多伊特梅克河（德語：Deutmecke），是德國的河流，位於該國西部，流經北萊茵-威斯特法倫州，屬於魯爾河的右支流，河道全長1.4公里，流域面積0.88平方公里。